# Kanonierki torpedowe marynarki Austro-Węgier
Wraz z rozwojem torpedowców i torped, marynarka Austro-Węgier, podobnie jak inne marynarki wojenne świata, eksperymentowała z różnego typu okrętami, mającym chronić największe jednostki floty, takie jak pancerniki i krążowniki, przed atakami małych, szybkich jednostek uzbrojonych w torpedy.

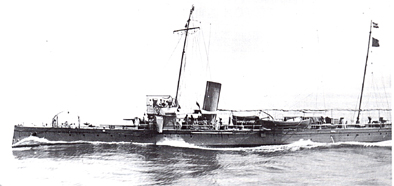
Jednośrubowa kanonierka projektu Schichau SMS „Blitz” (1889)

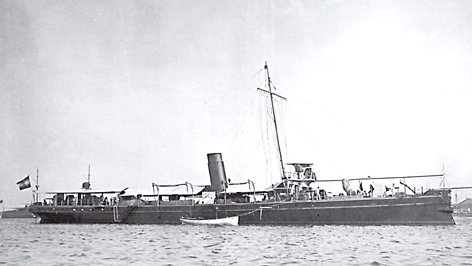
„Planet”

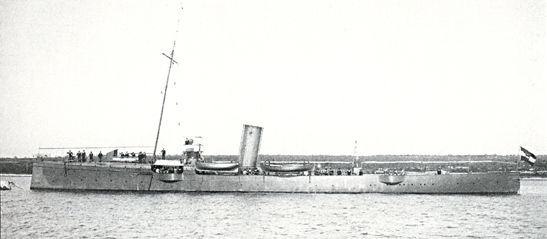
SMS „Satellit”

W latach 1887−1892 zbudowano sześć kanonierek torpedowych. Z wyjątkiem dwóch bliźniaczych: SMS „Blitz” i „Komet”, pozostałe należały do różnych typów i różniły się wielkością, wypornością i uzbrojeniem, w celu sprawdzenia typu okrętu najlepiej dostosowanego do potrzeb K.u.K. Kriegsmarine. W służbie austro-węgierskiej jednostki te klasyfikowano oryginalnie jako Torpedofahrzeug, która to klasa oznaczała początkowo okręty torpedowe o długości do 61 m (200 stóp), a następnie była używana także dla niszczycieli. Nazwa tej klasy nie ma dosłownego odpowiednika w języku polskim, oznaczała okręt pośredniej wielkości między „łodzią torpedową” (Torpedoboot - torpedowiec), a „okrętem torpedowym” (Torpedoschiff - odpowiednik krążownika torpedowego). Wzorując się na brytyjskiej terminologii, okręty te nazywano też nieoficjalnie niszczycielami (niem. Zerstörer), co spotyka się także w literaturze, jednakże ustępowały one znacząco niszczycielom prędkością i miały słabsze uzbrojenie.
Pierwszą zamówioną w 1886 roku kanonierką torpedową był „Meteor”, zbudowany w niemieckiej stoczni Schichaua w Elblągu, który wodowano w 1887 roku i wszedł do służby w następnym roku. Ponieważ okręt ten nie osiągnął zakładanej prędkości, zamówiono następnie w zakładach Schichaua dwie jednostki ulepszonego typu, „Blitz” i „Komet”, nieco większe i rozwijające większą prędkość, które wodowano w 1888 roku i weszły do służby rok później. Poza prędkością, okręty te były zbliżone konstrukcyjnie, napędzane przez jedną śrubę i tak samo uzbrojone w 7 dział 47 mm i jedną stałą wyrzutnię torped 350 mm (później uzbrojenie było modyfikowane).
Ponieważ marynarka austro-węgierska miała wątpliwości co do walorów okrętów napędzanych jedną śrubą, kolejne kanonierki torpedowe budowano z napędem dwoma śrubami. Pierwszą z nich była  „Planet”, którą zamówiono w brytyjskiej stoczni Palmer w Jarrow. Wodowano ją w 1889 roku. Podobny okręt SMS „Trabant” zbudowała austriacka stocznia STT w Trieście (wodowany w 1890). Były one większe i silniej uzbrojone od poprzedników, w dwa działa 66 mm (nominalnie 7 cm), 8 dział 47 mm i dwie wyrzutnie torped 350 mm. Również jednak nie osiągnęły one zakładanej prędkości 20,5 węzła ("Planet" - 19,39, "Trabant" - 20,33 węzła).
Ostatnia z typowych kanonierek torpedowych, SMS „Satellit” stanowiła ulepszenie projektu „Trabanta”, lecz jej budowę ponownie zamówiono w stoczni Schichaua. Okręt wodowano w 1892 roku.
Wszystkie te kanonierki torpedowe otrzymały nazwy związane z Kosmosem i zjawiskami atmosferycznymi („Meteor” - meteor, „Komet” - kometa, „Blitz” - błyskawica, „Planet” - planeta, „Trabant” - satelita i „Satellit” - satelita).
W tym czasie klasa kanonierek torpedowych stała się nieperspektywiczna wobec pojawienia się Wielkiej Brytanii, a później także w innych marynarkach, okrętów nowej klasy niszczycieli, przeznaczonej do zwalczania torpedowców i wykonywania ataków torpedowych, lecz dysponującej znacznie większą prędkością rzędu 26 węzłów. Kolejny okręt klasy Torpedofahrzeug, zbudowany dla marynarki austro-węgierskiej w stoczni Schichaua, SMS „Magnet”, wodowany w 1896 roku, stanowił już krok naprzód w stosunku do kanonierek torpedowych i przejściowe ogniwo do niszczycieli projektu Schichaua, różniących się od projektów brytyjskich. Przy stosunkowo słabym uzbrojeniu, składającym się z 8 dział 47 mm i trzech wyrzutni torped 350 mm, dysponował już stosunkowo dużą prędkością 25 węzłów.